# Un'avventura terribilmente complicata (romanzo)
Un'avventura terribilmente complicata (An Awfully Big Adventure) è un romanzo di Beryl Bainbridge pubblicato nel 1989, e considerato tra i finalisti del Booker Prize del 1990.
La storia è ispirata alle esperienze dell'autrice presso la Liverpool Playhouse, dove ha lavorato da giovane.
Ambientato tra la classe operaia inglese immediatamente dopo la seconda guerra mondiale, la storia osserva le politiche sessuali tra una compagnia di attori che lavorano in uno squallido teatro regionale. Durante una produzione natalizia di Peter Pan, l'opera teatrale si trasforma in una tetra metafora della gioventù, quando Stella Bradshaw, un'adolescente ambiziosa dai bassifondi di Liverpool, si unisce alla compagnia e rimane coinvolta negli intrighi dietro le quinte.
Il titolo è un riferimento ironico alla storia originale di Peter Pan, in cui Peter dice: "Morire sarà un'avventura terribilmente complicata".

## Adattamento
Nel 1995 venne prodotto un adattamento cinematografico diretto da Mike Newell con Alan Rickman, Hugh Grant e un'attrice sconosciuta, Georgina Cates, nel ruolo della protagonista. Il film è una delle poche trasposizioni delle opere della Bainbridge.

## Edizioni
- Beryl Bainbridge, Un'avventura terribilmente complicata, Milano, Anabasi, 1995, ISBN 88-417-1036-5.